# Daniel Arasa i Favà
Daniel Arasa i Favà (Jesús, Tortosa, 1944) és un periodista, professor universitari, historiador i promotor de diverses iniciatives al voltant de la família i el cinema.

## Biografia
Ha estat dedicat al periodisme durant més de 40 anys. Va treballar a “Tarrasa Información”, “La Hoja del Lunes” i “El Correo Catalán”. Ha estat enviat especial a països d'Europa, Amèrica, Orient Mitjà i Extrem Orient i durant 26 anys va ser cap de redacció d'Europa Press de Catalunya. Ha estat professor universitari a la UPF i la UAO. Després ha seguit col·laborant amb diversos mitjans com La Vanguardia i Ràdio Estel.
Casat amb Mercè Villar i pare de set fills, ha estat fundador i president del Grup d'Entitats Catalanes (GEC) de la Família, Plataforma per la Família Catalunya-ONU) i l'Associació CinemaNet, promotora de valors humans, familiars, socials i educatius en el cinema.
La seva recerca històrica està centrada en la Guerra Civil Espanyola, l'exili de la guerra, el franquisme, els maquis, la importància de la ràdio i la participació dels catalans i espanyols a la Segona Guerra Mundial.
Entre els premis rebuts estan el “Carles Rahola” d'assaig per Els catalans de Churchill (1989), i “Carles Cardó” (2012) per la trajectòria periodística.

## Algunes obres
- Cristianos entre la persecución y el mobbing. 2013. Milenio. ISBN 978-84-9743-553-6
- La batalla del Ebro a través de los partes de guerra, la prensa y la radio. 2016. Gregal. ISBN 978-84-945648-0-2
- 100 consells de guerra (vol. I). 2019. Gregal. ISBN 9788418063503
- 50 històries catalanes de la segona guera mundial. 1998. Laia libros. ISBN 84-920573-2-7
- Exiliados y enfrentados. Belacqua. ISBN 84-7948-021-1
- Els catalans de Churchill. 1990. Curial Edicions Catalanes. 1990. (Premi Carles Rahola). ISBN 84-7256-352-9
- Los españoles de Churchill. 1991. Editorial Armonía. ISBN 84-87749-08-9
- Años 40: los maquis y el PCE. 1984. Argos Vergara. ISBN 84-7178-731-8